# پارک ملی کیلارنی
پارک ملی کیلارنی (به لاتین: Killarney National Park) یک پارک ملی در جمهوری ایرلند است که در Killarney, Ireland واقع شده‌است.